# Saint-Didier-la-Forêt
Saint-Didier-la-Forêt é uma comuna francesa na região administrativa de Auvérnia-Ródano-Alpes, no departamento Allier. Estende-se por uma área de 34,09 km². Em 2010 a comuna tinha 381 habitantes (densidade: 11,2 hab./km²).